# تيفولي (غرينادا)
تيفولي هي بلدة تقع أبرشية سانت أندرو في غرينادا، وترتفع 7 أمتار عن سطح البحر وهي على الساحل الشمالي الشرقي لجزيرة غرينادا الكبرى.